# 斯塔尼亞羅山
斯塔尼亞羅山（英語：Mount Stagnaro）是南極洲的山峰，位於瑪麗伯德地，處於岡薩雷斯山東北面6公里，屬於福特山脈中薩諾夫山脈的一部分，海拔高度1,130米，現時由南極條約體系管理。